# Nanostruktura
Nánostruktúra je objekt vmesne velikosti med molekulskimi in mikroskopskimi (velikosti mikrometra) strukturami.
Pri opisovanju je treba razlikovati med številom razsežnosti na nanolestvici. Nanoteksturirane površine imajo na nanolestvici eno razsežnost, kar pomeni, da je le debelina površine objekta med 0,1 in 100 nm. Nanocevi imajo na nanolestvici dve razsežnosti - njihov premer je med 0,1 in 100 nm; njihova dolžina pa je lahko precej večja. Krogelni nanodelci imajo na nanolestvici tri razsežnosti, velikost delca je med 0,1 in 100 nm v vseh prostorskih razsežnostih. Izraza nanodelci in ultrafini delci (angleško ultrafine particles (UFP)) se velikokrat rabita soznačno, čeprav lahko ultrafini delci dosežejo tudi mikrometrsko velikost. Izraz 'nanostruktura' se velikokrat rabi pri nanašanju na magnetno tehnologijo.